# A Bola
A Bola è un comune spagnolo di 1 527 abitanti situato nella comunità autonoma della Galizia.

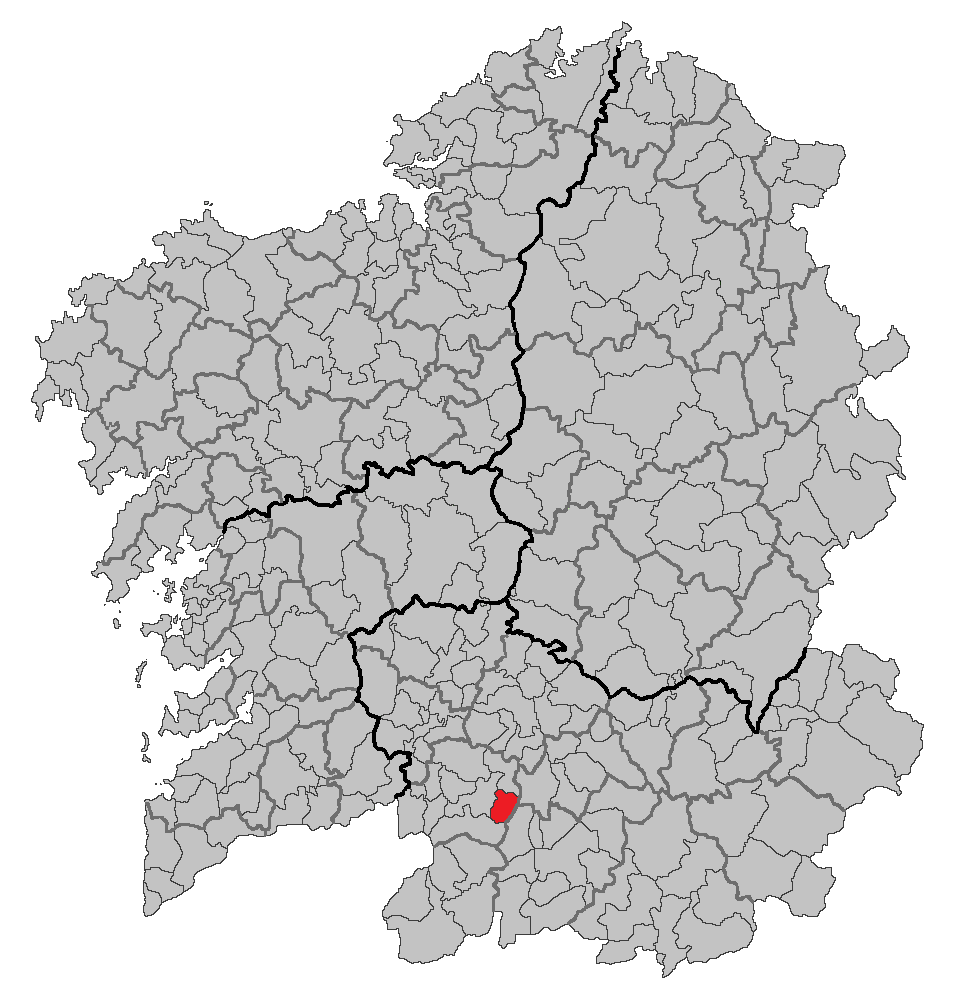
Mappa